# Restaurang SHT

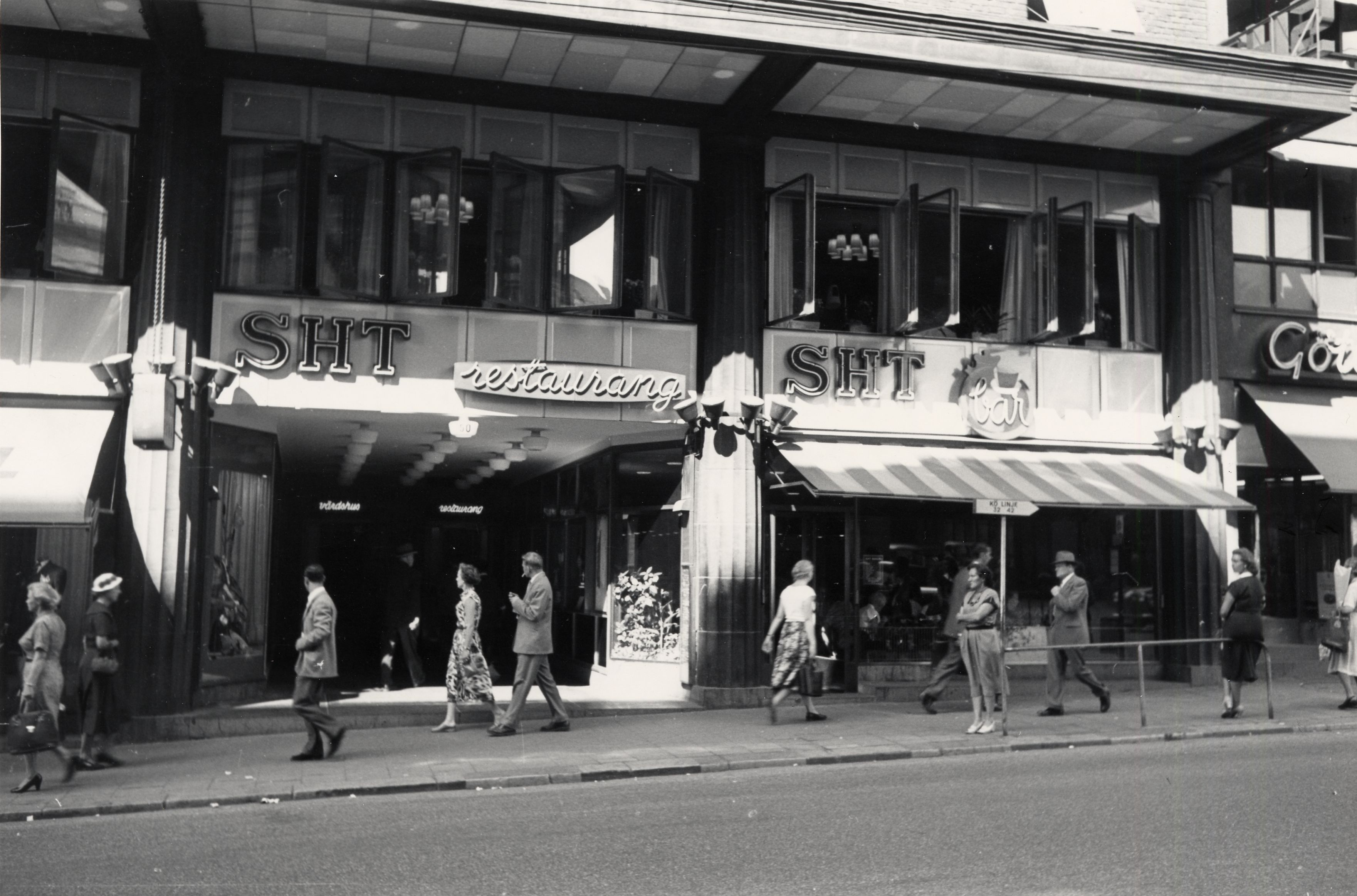
Restaurang SHT år 1955 (Källa: Stockholmskällan)

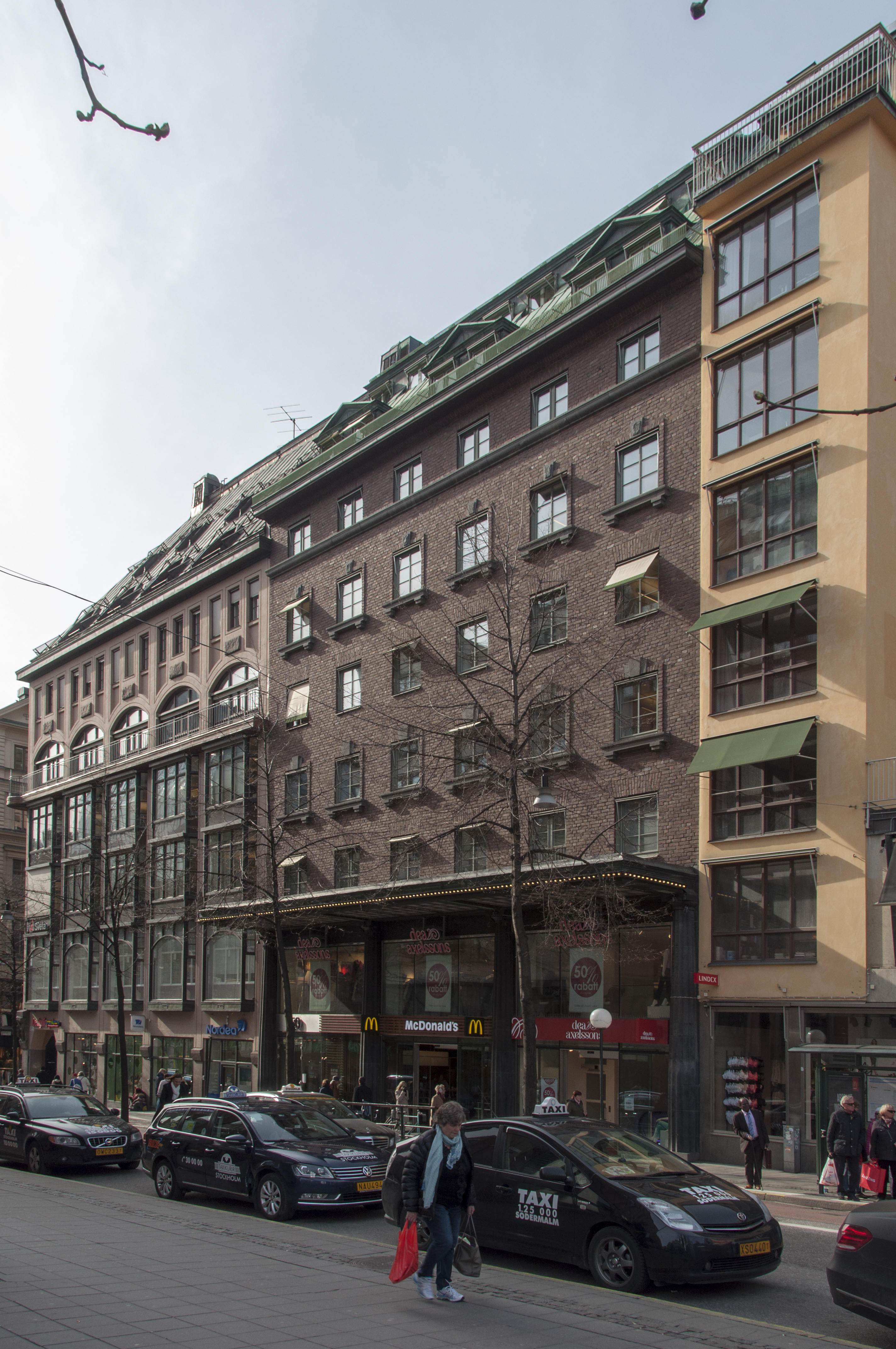
Kungsgatan 50

Restaurang SHT var en restaurang som låg på Kungsgatan 50 vid Hötorget i Stockholm.

## Historik
Restaurangen grundades på 1850-talet. Det var då vanligt att döpa restauranger efter ordenssällskap och restaurangen sägs ha döpts efter sällskapet Samfundet SHT. Den låg då i Gamla stan men har senare legat på Norrlandsgatan och Drottninggatans slut. Bokstäverna "SHT" är även en förkortning av latinska Salve Honoris Titulo, som användes i betydelsen "utan angivande av er hedervärda titel". Det var en artighet som kunde inleda ett brev och kanske skulle namnet signalera att det var en gemytlig krog med otvungna umgängesformer.
När det statliga restaurangbolaget Sara grundades 1916 var SHT, tillsammans med Pelikan, de två första restaurangerna som de förvärvade. Den flyttade till Kungsgatan 50 år 1930, sedan Sara köpt fastigheten. SHT hade då verksamhet i tre plan, med en enklare matsal i källaren, "värdshus" på bottenvåningen och huvudmatsal en trappa upp.
Sara sålde verksamheten i början av 1970-talet och på 1970 och 1980-talen fungerade den som en dansrestaurang, en kortare tid under namne ''Red Baron''. Den stängde 1988 men återöppnades 1993 med dans och restaurang för en äldre publik.
När Restaurang SHT upphörde övertog Clock för en tid lokalerna. Idag är en McDonald's restaurang belägen där. 
Restaurangens namn har ibland skämtsamt uttytts som "Sämre Herrars Tillhåll" eller "Suktande Herrars Tillhåll".